# Дагдан
Дагдан (туркм. «Dagdan» futbol kluby, Aşgabat) — професійний туркменський футбольний клуб з Ашгабата. У 1997—2000 роках виступав у найвищій лізі туркменського футболу Йокарі-Лізі.

## Історія
Клуб був заснований у 1997 році. У лютому 1998 рокуа команда участвовала в Кубку Президента Туркменістану. У сезоні 1997—1998 років у Йокарі-Лізі «Дагдан» здобув срібні медалі, а гравець команди Азат Кульджагазов з 21 забитим голом зайняв друге місце в списку бомбардирів чемпіонату. У наступному сезоні клуб здобув бронзові медалі чемпіонату. У 2000 році клуб останній раз зіграв у найвищому дивізіоні Туркменістану, в якому зайняв восьме місце. У 2007 році команда грала в другому за рівнем дивізіоні туркменського футболу Першій лізі Туркменістану.